# ローラ・イネス
ローラ・イネス（Laura Elizabeth Innes, 1957年8月16日 - ）はアメリカ合衆国ミシガン州ポンティアック（デトロイト郊外）出身の女優、脚本家、監督。

## 来歴
ノースウェスタン大学卒業。
TVドラマシリーズ『ER緊急救命室』第2シーズンから登場した医師ケリー・ウィーバー役として知られる。映画では『ディープ・インパクト』に出演し、シリアスな役柄を演じている。テレビドラマ『ザ・ホワイトハウス』の脚本・監督なども担当している。『ER緊急救命室』の出演は第13シーズンまでだが、演出には第14シーズンまでかかわった。『殺人を無罪にする方法』第1シーズンで監督を担当している。

## 出演作品
- フューリー The Fury （1978年）
- 海は知っていた（1989年、テレビドラマ）
- 運命の瞬間/そしてエイズは蔓延した And the Band Played On (1993年、テレビ映画)
- アンジェラ・15歳の日々（1995年、テレビドラマ）
- ER緊急救命室 ER （第2 - 第13・第15シーズン、1995年 - 2009年）
- ディープ・インパクト Deep Impact （1998年）
- サンフランシスコの空の下 Taking Back Our Town（2001年、テレビドラマ）
- THE EVENT/イベント The Event (2010) ソフィア役
- アウェイク 〜引き裂かれた現実 Awake（2012年、テレビドラマ）
- グッド・ネイバー The Good Neighbur （2016年、映画）
- 500ページの夢の束 Please Stand By （2017年、映画）
- 殺人を無罪にする方法 How to Get Away with Murder (2018年-2019年、テレビドラマ)

## 監督・脚本作品
- 『ザ・ホワイトハウス』- 脚本・監督
- 『ER緊急救命室』- 監督
- 『殺人を無罪にする方法』-監督
- 『スニーキー・ピート』-監督
- 『ミスター・メルセデス』-監督